# Альтман, Геннадий Семёнович
Генна́дий Семёнович А́льтман (укр. Геннадій Семенович Альтман; род. 22 мая 1979[…], Одесса) — украинский футболист, тренер.

## Биография
Родился в семье известного футбольного тренера Семёна Альтмана. Внук заслуженного мастера спорта по баскетболу Ф. Футермана. Геннадий Альтман начал карьеру футболиста с детско-юношеской спортивной школы СДЮСШОР «Черноморец».
Играл в футбольных клубах «Динамо» (Одесса), «Зимбру» (Кишинев), «Металлург» (Донецк), «Химки», «Черноморец» (Одесса), «Ильичёвец» (Мариуполь), «Александрия» (Кировоградская область).
Чемпион Молдавии (1999).
С января 2011 года — тренер вратарей «Таврии».